# Мар'їне (Євпаторійський район)
Ма́р'їне (до 1948 року — Джан-Баба́, крим. Can Baba) — село Євпаторійського району Автономної Республіки Крим. Розташоване на заході району.
Курортне село на Тарханкутському півострові, в 20 кілометрах від селища Чорноморське, 70 кілометрах від районного центра Євпаторії.
Кам'янистий берег, зручний для дайвінгу, піщано-галькові пляжі.

## Історія
У Мар'їному виявлено скіфське поселення і могильник (знайдено надгробок із зображенням скіфа-воїна).
В останній чверті, або наприкінці IV ст. до н.е. тут була укріплена антична садиба дальньої херсонеської хори, яка пізніше змінилася скіфським городищем з поселенням, що примикало до нього.
В останній період Кримського ханства Джамбаба входило до Тарханського кадилика Кєзлєвського каймаканства, перша документальна згадка села зустрічається в Камеральному Описі Криму… 1784 року.
За Відомістю про волостя і селища, в Євпаторійському повіті від 19 квітня 1806 року, в селі Джан-Баба було 2 двори та 13 жителів кримських татар.
На триверстової карті Шуберта 1865-1876 року в селі Джанбаба позначено вже 7 дворів, мабуть, почалося заселення вихідцями з України.
Згідно зі Списком населених пунктів Кримської АРСР по Всесоюзному перепису 17 грудня 1926 року, в селі Джанбаба було 16 дворів, з них 15 селянських, населення становило 73 особи, з них 62 українця та 11 росіян. В однойменному хуторі було 3 двори та 11 мешканців українців.
18 травня 1948 року Указом Президії Верховної Ради РРФСР Джанбабу перейменували на Мар'їне.